# 임규형
임규형(1993년 1월 11일 ~ )은 대한민국의 뮤지컬 배우이다. 2019년 뮤지컬 《아랑가》로 데뷔했다.

## 방송
- 보컬플레이 2 (2019) - Top20(18위)
- 더블 캐스팅 (2020) - 2위
- 나를 불러줘 (2021)
- 팬텀싱어 4 (2023) - 3위

## 공연
- 뮤지컬 <아랑가> (2019)
- 섬:1933~2019 (2019)
- 썸씽로튼 (2020, 2021~2022)
- 위키드 (2021)
- 푸르고푸른 (2021)
- 전설의 리틀 농구단 (2022)
- 영웅(2022~2023)
- 윌리엄과 윌리엄의 윌리엄들(2023)
- 디어 에반 핸슨(2024)

## 음반
- 보컬플레이 : 캠퍼스 뮤직 올림피아드 [학교 대표 연합전] PART 3 (2021)
- 나를 불러줘 OST Part.1 (2021)